# مرض استوائي
مرض استوائي هو فيلم دراما رومانسي تايلندي من تأليف وإخراج أبيشاتبونج ويراسيتاكول. حصل الفيلم على جائزة لجنة التحكيم في مهرجان كان السينمائي 2004.

## وصلات خارجية
- مرض استوائي على موقع IMDb (الإنجليزية)
- مرض استوائي على موقع ميتاكريتيك (الإنجليزية)
- مرض استوائي على موقع الموسوعة البريطانية (الإنجليزية)
- مرض استوائي على موقع روتن توميتوز (الإنجليزية)
- مرض استوائي على موقع نتفليكس (الإنجليزية)
- مرض استوائي على موقع ألو سيني (الفرنسية)
- مرض استوائي على موقع Turner Classic Movies (الإنجليزية)
- مرض استوائي على موقع أول موفي (الإنجليزية)
- مرض استوائي على موقع بوكس أوفيس موجو (الإنجليزية)
- مرض استوائي على موقع فيلمافينيتي (الإسبانية)